# Зоран Перишић
Зоран Перишић (Неготин, ФНРЈ, 15. фебруар 1959) српски је кардиолог, универзитетски професор и некадашњи градоначелник Ниша. Члан је Главног одбора Српске напредне странке и председник Градског одбора у Нишу.

## Биографија
Проф. др Зоран Перишић рођен је у Неготину 15. фебруара 1959. године. Основну школу и гимназију завршио је у Нишу. Дипломирао је на Медицинском факултету у Нишу 1982. године, а 1989. године је завршио специјализацију из интерне медицине на Војној медицинској академији. Течно говори енглески језик. Ожењен је и отац је двоје деце.

## Пословна каријера
- Од 1985. године ради у Војној болници у Нишу, специјализовао интерну медицину на ВМА у Београду, положио специјалистички испит 1989. године.
- Од 1990. године ради у Клиничком центру Ниш на Клиници за кардиологију.
- Године 1992. одбранио је магистеријум из ендокринологије, а 1998. године докторат из кардиологије.
- Године 2011. завршио је субспецијализацију из кардиологије.
- Од 2000. године ради на Медицинском факултету у Нишу, а јула 2012. године изабран је за ванредног професора поменутог факултета.
- На месту начелника Одељења за инвазивну дијагностику и пејсмејкере развио је ове кардиолошке дисциплине и учинио их доступним грађанима целог региона.
- Више процедура из области интервентне кардиологије и пејсмејкер терапије је увео као стандардне, неке од њих је урадио први на Балкану.[1]

## Политика
Од августа 2011. године је на месту председника Градског одбора Српске напредне странке у Нишу, члан Главног одбора Српске напредне странке. Јула 2012. године изабран је за градоначелника Ниша.
11.децембра 2013. године на 41. Скупштини Сталне конференције градова и општина, проф. др Зоран Перишић изабран је за новог председника овог савеза који у Србији постоји пуних 60 година.

## Научни радови
- Аутор је две монографије, коаутор више уџбеника, аутор и коаутор преко 350 стручних радова и рецензент два домаћа стручна часописа.[2]